# 有栖川流
有栖川流（ありすがわりゅう）は、日本の書道の流派。

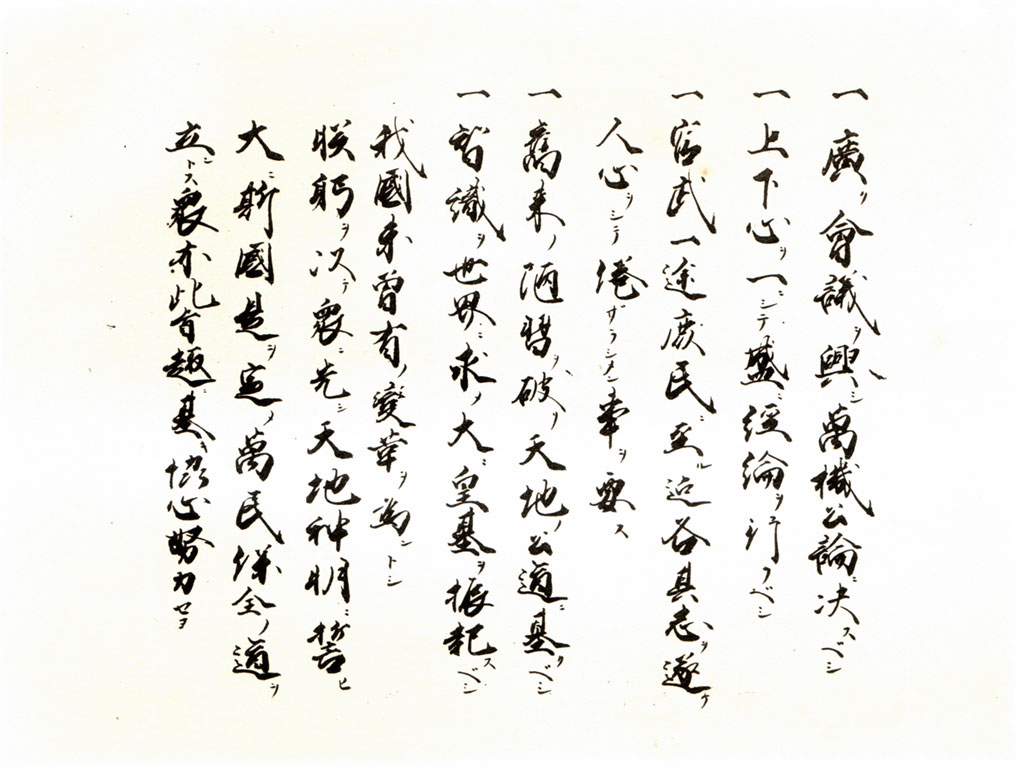
幟仁親王が揮毫した御誓文の原本

## 概要
霊元天皇から宸翰様を伝授された、有栖川宮の第5代・職仁親王（霊元天皇第17皇子）によって典麗優美な工夫がなされ、流派として創始された。
第8代・幟仁親王と第9代・熾仁親王は、明治天皇と昭憲皇太后の書道師範を務めた。なお五箇条の御誓文の正本は、幟仁親王の手によるものである。
明治以降は幟仁親王から、嫁（次男：威仁親王の妃）である威仁親王妃慰子、さらにその次女実枝子女王に受け継がれた。実枝子の子である徳川喜久子は、有栖川宮の血を引くだけでなく、同家の祭祀を継承する宣仁親王との婚約が幼少期から予定されており、15歳頃（1926年/大正15年）から本格的に母から有栖川流を習い始めた。実枝子は「有栖川流を書くのが難しくなる」という理由で、女子学習院に願い出て、喜久子に尾上流を学ばせなかった。
1930年（昭和5年）に喜久子は高松宮宣仁親王と婚姻した。習い始めて約8年後の1933年（昭和8年）、実枝子が逝去し、以降、喜久子は昔の親王が書いた折手本を参考に独学で学ぶようになった。
昭和中期に入り、香淳皇后から「君さんのところは子供がないから有栖川御流がそこで絶えてしまう、もったいない」として、常陸宮妃華子に教えるよう沙汰があったため、以降、華子妃から毎月和歌の短冊が送られてくるたびに添削をするようになった。
さらに昭和後期に、礼宮（当時、現：秋篠宮）が、父皇太子明仁親王（当時、後の125代天皇、現：上皇）を通じて宣仁親王のような字が書きたいと申し出があり、宣仁親王が喜久子妃に習わせるようにさせたことから、文仁親王に対しても和歌の添削を行うようになった。文仁親王は手本に無い文字を歌に詠みこむこともあり、喜久子妃は別々の字から偏と旁を探して工夫していた。
有栖川流を書くための筆は、中に紙芯を入れた特製の物であった。平成初期以前は、藤野雲平（滋賀県知事指定無形文化財：雲平筆）と勝木平造（東京都）が手掛けていた。

## 展示
- 國學院大學博物館